# Vietnamosasa
Genre
Vietnamosasa est un genre de bambous de la famille des Poaceae, sous-famille des Bambusoideae, originaire du Vietnam, qui comprend trois espèces acceptées.

## Distribution
L'aire de répartition de Vietnamosasa comprend  l'Indochine (Vietnam, Cambodge et possiblement Laos) ainsi que la Thaïlande.

## Liste des espèces
Selon World Checklist of Selected Plant Families (WCSP) (14 octobre 2013) :
- Vietnamosasa ciliata (A.Camus) T.Q.Nguyen (1990)
- Vietnamosasa darlacensis T.Q.Nguyen (1990)
- Vietnamosasa pusilla (A.Chev. & A.Camus) T.Q.Nguyen (1990)